# L'amore medico
L'amore medico és una òpera en dos actes d'Ermanno Wolf-Ferrari, sobre llibret d'Enrico Golisciani. La primera representació es va fer en alemany, amb una traducció de Richard Batka, sota el títol de Der Liebhaber als Arzt, a la Semperoper de Dresden, el 4 de desembre de 1913.

## Context

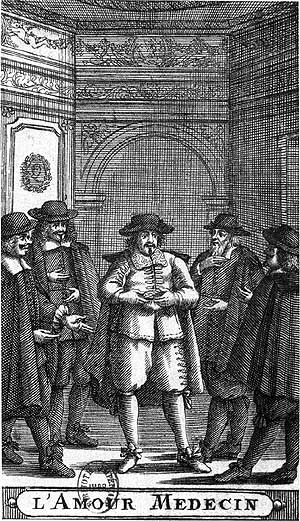
Edició de L'amour médecin de Molière de 1682.

El llibret de l'òpera va ser obra d'Enrico Golisciani, el mateix autor del text d'altres òperes anteriors de Wolf-Ferrari: Il segreto di Susanna (1909) i I gioielli della Madonna (1911), escrit a partir de la comèdia L'Amour Médecin de l'autor francès Jean-Baptiste Poquelin (Molière), estrenada el 15 de setembre de 1665 a Versalles. Golisciani va conservar els noms dels personatges originals de l'obra francesa, amb algunes modificacions. Per exemple, el personatge Desfonandres és en l'original de Molière Monsieur Des Fonandrés, i el personatge del pare de Lucinda es diu en l'original Sganarelle, en comptes d'Arnolfo.
Després de l'estrena a Dresden, l'òpera va ser representada a Múnic el 13 de desembre del mateix any. Va ser més tard representada en txec en Praga, arribant als Estats Units d'Amèrica, al Metropolitan Opera House, el 25 de març de 1914, sota la direcció del director italià Arturo Toscanini i amb la participació en el paper protagonista de la cantant valenciana Lucrezia Bori, i fent de Desfonandres el baix valencià Andreu de Segurola.
El llibret en alemany el va publicar Josef Weinberger, de Leipzig, l'any 1913. L'any 1914 el va editar a Nova York l'editorial G. Schirmer, sota el títol de Doctor Cupid, en versió bilingüe italiana-anglesa, amb traducció a l'anglès de Claude Avelling, en ocasió de l'estrena en el Metropolitan Opera House.
La primera representació en Itàlia i en italià es va fer al Teatre Regio de Torí el 6 de març de 1929, sota la direcció de Franc Capuana.

## Personatges
| Paper           | Nom en alemany Si és diferent | Tessitura | Intèrprets de l'estrena, 4 de desembre de 1913 (Director: Ernst von Schuch) |
| --------------- | ----------------------------- | --------- | --------------------------------------------------------------------------- |
| Arnolfo         | Arnulf                        | baríton   |                                                                             |
| Lucinda         | Luzinde                       | soprano   |                                                                             |
| Clitandro       | Clitandre                     | tenor     |                                                                             |
| Lisetta         | Elisabeth                     | soprano   |                                                                             |
| Tomes           |                               | baríton   |                                                                             |
| Desfonandres    |                               | baríton   |                                                                             |
| Macroton        |                               | baríton   |                                                                             |
| Bahis           |                               | tenor     |                                                                             |
| Un notari       |                               | baríton   |                                                                             |
| Amics, servents |                               |           | Cor                                                                         |

## Argument

### Acte I
Jardí d'una esplèndida vil·la prop de París, durant el regnat de Lluís XIV de França.
En alçar-se el teló, es veu Arnolfo, el propietari, a qui uns amics estan cercant d'animar per la dèbil salut de la seva única filla, Lucinda. Però les seves paraules són inútils i Arnolfo els acomiada, agraint-los els esforços. Arriba Lucinda, vestida amb roba infantil en fort contrast amb la seva edat. Ella està pàl·lida i trista. Arnolfo es prodiga en esforços per alegrar-la: li canta una cançó de bressol, li ofereix joguines i ninots de nena; però res no aconsegueix despertar l'interès de la noia. Aleshores assalta a Arnolfo la idea que la filla podria estar enamorada, i la interroga en aquest sentit. Ella ho admet ingènuament, provocant un accés de fúria a Arnolfo, augmentat pel comportament de Lisetta, la cambrera de Lucinda, la qual, només entrar a escena, declara que el que necessita Lucinda és justament un marit, mantenint amb fermesa l'opinió fins que Arnolfo marxa enfurismat. S'escolta llavors des de fora del jardí la veu de Clitandro, el pretendent de Lucinda, que implora saber si el seu amor és correspost. Lucinda, superada per l'emoció, és incapaç de parlar, i Clitandro marxa sense cap resposta. Ella està desesperada. Lisette la porta al llit i li parla d'un pla intel·ligent que resoldrà tots els problemes. Lucinda accepta intentar-ho, i totes dues es preparen per dur-ho a terme.
Arriba Arnolfo, portant eines de jardiner i juga amb plantes i flors, ruminat tot el temps sobre com portar la seva filla a un lloc inaccessible i tenir-la així només per ell. Per fi es queda adormit. El desperta del seu somni Lisette, tot cridant que Lucinda està en perill i que podria morir en qualsevol moment. Frenèticament Arnolfo crida a tots els seus servidors, ordenant-los que vagin a buscar a tots els metges que puguin trobar. Arnolfo mateix surt a la recerca d'un metge, però en arribar a la porta se sent aclaparat per una multitud de farmacèutics que, en veure'l ferit lleument a la mà insisteixen en aplicar-li embenats i locions. Apareixen llavors quatre metges i l'escena s'omple d'amics i veïns, discutint les notícies i oferir suport. Amb aquest enrenou conclou l'acte, mentre Lisette va a buscar a un metge en particular.

### Acte II
Saló a la casa d'Arnolfo.
Apareixen quatre doctors en escena. Cadascú d'ells fa un diagnòstic diferent, i proposa el corresponent remei. Discuteixen acaloradament, sense arribar a cap acord, i marxen després de rebre uns bons honoraris. Després, quan Arnolfo ja ha perdut tota esperança de veure la filla sana, arriba Lisetta amb el «el rei dels metges, el doctor Codignac», que no és un altre que Clitandro disfressat. Clitandro, després d'haver examinat la pacient, declara que el seu mal és a l'ànima, que ve de la obsessió de casar-se. Proposa curar la malaltia celebrant un matrimoni fingit, al qual el seu secretari farà de notari. Arnolfo, per tal de recuperar la salut de Lucinda, dona el seu consentiment a aquest subterfugi, sense adonar-se que el presunte secretari és en realitat un vertader notari. Arnolfo és feliç per la idea, però quan els dos amants escapen de sobte es dona compte de l'engany i d'haver estat enredat.

## Discografia
- 1967 - Giuseppe Valdengo (Arnolfo), Jolanda Meneguzzer (Lucinda), Agostino Lazzari (Clitandro), Emilia Ravaglia (Lisetta), Elio Castellano (Tomes, Notari), Domenico Trimarchi (Desfonandres), Paolo Pedani (Macroton), Florindo Andreolli (Bahis) - Arturo Basile (director) - Orquestra i Cor de la RAI de Milà - Enregistrament en directe - LP: Golden Age of Opera; CD: Omega Opera Archive 1281.
- 2008 - Obertura - Wolf-Ferrari: Suites and Overtures - Royal Philharmonic Orchestra, José Serebrier - ASV CDDCA861.
- 2009 - Solament l'obertura i l'intermezzo - Gianandrea Noseda (director) - Orquestra BBC Philharmonic - CD: Chandos CHAN 10511.[9]